# Penske Corporation
Die Penske Corporation ist ein US-amerikanisches Unternehmen mit Sitz im Bloomfield Township in Michigan. Die Gesellschaften der Unternehmensgruppe sind im Automotive-Bereich tätig (Automobilindustrie im weiteren Sinne). Chairman ist Roger Penske, der durch seine Aktivitäten im Motorsport bekannt wurde. Leiter der Geschäftsführung ist Rob Kurnick.

## Übernahmen
1985 übernahm Penske die LKW-Sparte des Autoverleihers Hertz und benannte sie in Hertz/Penske Truck Rental. 1992 wurde der Namensbestandteil „Hertz“ gestrichen. Seither ist die Gesellschaft als Penske Truck Rental am Markt aktiv.
Am 5. Juni 2009 erklärte Penske, die Marke Saturn von General Motors übernehmen zu wollen. General Motors befand sich zu dieser Zeit in der Insolvenz. Knapp drei Monate später, am 30. September, wurde der Plan aufgrund von Unsicherheiten in der Produktion jedoch zurückgezogen. Am 7. Oktober 2009 wurde der letzte Saturn produziert und die Marke eingestellt.

## Tochterunternehmen (Auswahl)
Zur Penske Corporation gehören unter anderem die folgenden Unternehmen: 
- Team Penske (Rennstall im Motorsport)
- Penske Motor Group (kalifornischer Autohändler)

Bei verschiedenen Gesellschaften hält die Penske Corporation eine größere Beteiligung:
- Ilmor Engineering, Motorenentwickler für den Rennsport
- Penske Truck Leasing (Joint Venture zwischen Penske und GE)
  - Penske Logistics (Supply Chain Management und Logistikservice, Tochtergesellschaft von Penske Truck Leasing)
- Penske Automotive Group, börsennotiertes Unternehmen, 40%ige Tochter der Penske Corporation
- DJR Team Penske (australischer V8 Supercars-Rennstall)[2]

Frühere Tochtergesellschaften:
- Detroit Diesel, Motorenbauer, der zunächst General Motors gehörte. 1988 erwarb Penske einen Anteil. Im Jahr 2000 wurde das Unternehmen von DaimlerChrysler übernommen.
- VM Motori S.p.A., italienischer Motorenbauer. 2007 wurde VM von GM und Penske übernommen. Die Penske-Anteile gingen 2011 an Fiat Powertrain, die später alle Anteile übernahmen.